# Type 64 MAT
Il Type 64 MAT (64式対戦車誘導弾?, Rokuyon shiki tai sensha yūdōdan) è un missile filoguidato anticarro  giapponese che è stato in servizio dal 1964 fino al 2009 nella JGSDf.
La sigla MAT significa Missile Anti-Tank. Inoltre il missile è anche noto con le sigle KAM-3 e ATM-2.

## Sviluppo
Lo sviluppo del missile Type 64 MAT iniziò nel 1956, su iniziativa dell'Agenzia della Difesa, che coinvolse Kawasaki Heavy Industries come principale costruttore dell'arma. Il progetto si ispira chiaramente ai missili anticarro di prima generazione, con un'evidente somiglianza con modelli come il tedesco Cobra  e il sovietico AT-3 Sagger. La produzione è durata dal 1964 al 1990, ma divenne presto antiquato, e considerato obsoleto già negli anni Novanta. Venne perciò sostituito con missili anticarro più prestanti e tecnologicamente più avanzati.

## Caratteristiche
Il missile Type 64 MAT ha un corpo cilindrico con un'ogiva appuntita e quattro grossi timoni cruciformi all'estremità posteriore. Ha una lunghezza di 1 metro, un diametro di 12 cm, e un peso di 15,7 kg. Il missile è alloggiato in un contenitore aperto di forma cubica che può essere trasportato da una jeep Mitsubishi Type 73 oppure un trasporto truppe blindato Mitsubishi Type 60.

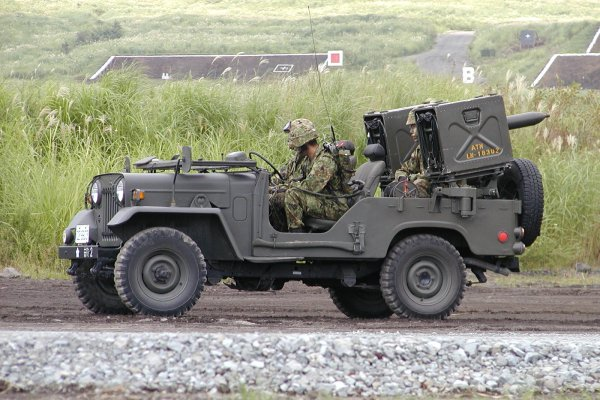
Due missili Type 64 MAT installati sul retro della jeep Mitsubishi Type 73.

La propulsione del missile è garantita da un motore a razzo a combustibile solido che permette la velocità massima di 306 km/h. Il sistema di guida è MCLOS (Manual Command to Line Of Sight) tramite controllo manuale effettuato con un joystick che dirige le manovre del missile, mentre la trasmissione dei comandi è  consentita da un cavo che si srotola durante il volo. Il raggio d'azione massimo è di circa 1.800 metri.